# Traugott-Hirschberger-Grundschule
Die Traugott-Hirschberger-Grundschule ist eine Grundschule in der Stadt Lübbenau/Spreewald im Landkreis Oberspreewald-Lausitz in Brandenburg. Das Unterrichtsgebäude, das ehemalige Jenaplanhaus in der Poststraße 29a, ist ein eingetragenes Baudenkmal in der Denkmalliste des Landes Brandenburg. Die Schule ist nach dem Politiker Traugott Hirschberger benannt.

## Geschichte
Ab Ende der 1940er-Jahre setzte sich der Magistrat der Stadt Lübbenau für einen Schulneubau ein, zunächst jedoch ohne großen Erfolg. Erst am 3. April 1955 wurde mit dem Bau eines neuen 16-klassigen Schulgebäudes in der damaligen Ernst-Thälmann-Straße (heutige Poststraße) begonnen, am 8. Mai 1955 wurde der Grundstein gelegt. Der Bau der Schule wurde vom Ministerium für Volksbildung der DDR mit einer Bausumme von etwa 1,7 Mio. DM bezuschusst. Mit der Bauausführung war der VEB „Kreisbaubetrieb Lübben“ beauftragt. Am 15. April 1957 wurde die Jenaplanschule feierlich eröffnet.
Am 24. April 1957 fand im Jenaplanhaus erstmals regulärer Unterricht statt. In dem Gebäude wurden die Klassenstufen ab der vierten Klasse unterrichtet, die unteren Klassenstufen wurden weiterhin in dem alten Schulgebäude in der heutigen Schulstraße unterrichtet. An der Schule wurden zeitweise über 1000 Schüler unterrichtet, zum Einzugsbereich gehörten Lübbenau, Groß und Klein Beuchow, Boblitz, Krimnitz, Lehde, Groß Lübbenau, Groß und Klein Radden, Ragow sowie zeitweise auch Leipe und Zerkwitz. 1959 wurde die damals „1. Zentralschule“ genannten Schule in eine Polytechnische Oberschule umgewandelt. Diese blieb zunächst weiterhin namenlos, am 22. April 1970 erhielt sie nach Wladimir Iljitsch Lenin den Namen „Lenin-Oberschule“. Nach der Wiedervereinigung wurde die Schule in eine Realschule umgewandelt.
Die Turnhalle wurde bis November 2000 saniert, im folgenden Jahr wurde die rekonstruierte Aula eröffnet. Ab 2005 wurde das Jenaplanhaus von einer Grundschule mit angeschlossenem Hort genutzt. Ab 2018 wurde das ehemalige Oberstufenzentrum in der Lübbenauer Neustadt saniert, nach der Fertigstellung der Bauarbeiten im Oktober 2019 zog die Jenaplanschule an den neuen Standort um. Das Schulgebäude wird seit April 2021 vollständig von der im Jahr 1992 gegründeten Traugott-Hirschberger-Grundschule genutzt, die zuvor in der Poststraße 28 und einem weiteren Gebäude im Lindenweg untergebracht war.

## Architektur

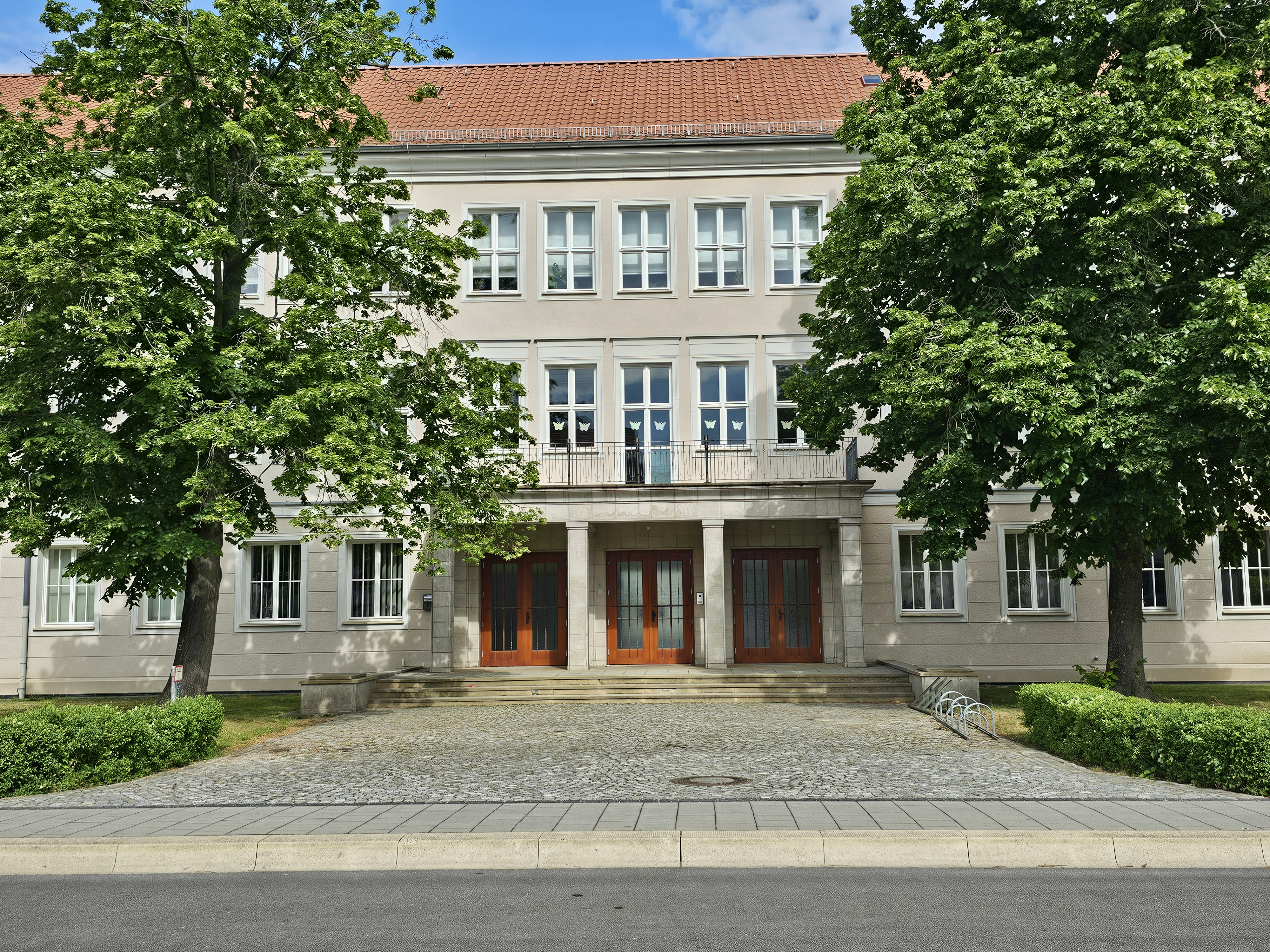
Söller im Eingangsbereich (2024)

Das Unterrichtsgebäude ist ein dreigeschossiger Putzbau aus Ziegelmauerwerk und einem Walmdach auf einem U-förmigen Grundriss. Die Straßenseite hat 33 Achsen mit Rechteckfenstern. Vor dem Eingangsbereich befindet sich ein Söller mit vier Säulen und vorgelagerter Freitreppe. Die Treppenhäuser sind auf der Rückseite hervorgehoben, die beiden den Schulhof umrahmenden Anbauten sind zweigeschossig mit hohen Rechteckfenstern.

## Personen
- Sven Benken (* 1970), ehemaliger Fußballspieler, seit 2018 Lehrer an der Schule